# Return to the Blue Lagoon
Return to the Blue Lagoon (bra: De Volta à Lagoa Azul; prt: Regresso à Lagoa Azul) é um filme americano de 1991, dos gêneros drama romântico e aventura, dirigido por William A. Graham, com roteiro de Leslie Stevens baseado no romance The Garden of God, de Henry De Vere Stacpoole.
Esta sequência de A Lagoa Azul (1980) é estrelada por Milla Jovovich e Brian Krause e conta a história de duas crianças abandonadas em uma ilha paradisíaca no Pacífico Sul. A vida deles juntos é feliz, mas não sem mudanças físicas e emocionais, à medida que crescem até a maturidade sexual e se apaixonam.

## Sinopse
Por causa de uma epidemia de cólera a bordo, a viúva Sarah, dois bebês e um marinheiro são deixados para trás num barco. Alguns dias depois, o marinheiro fala que é necessário afogar os bebês para economizar água, mas Sarah o mata. Depois de muitos dias ela chega com os bebês a uma bela ilha, onde ficam por muitos anos. Quando esses bebês (Lilli e Richard) estão com cerca de oito anos, Sarah morre, e os dois precisam amadurecer sozinhos naquela ilha.

## Elenco
- Milla Jovovich - Lilli
- Brian Krause - Richard (Paddy)
- Lisa Pelikan - Sarah
- Courtney Phillips - Jovem Lilli
- Garette Ratliff Henson - Jovem Richard
- Emma James - Lilli bebê
- Jackson Barton - Richard bebê
- Nana Coburn - Sylvia
- Brian Blain - Capitão Hilliard
- Peter Hehir - Quinlan
- Alexander Petersons - Giddens

## Recepção
O público pesquisado pelo CinemaScore deu ao filme uma nota "B" em uma escala de A+ a F.
No site agregador de críticas Rotten Tomatoes, 0% das 32 resenhas dos críticos são positivas, com uma classificação média de 2,7/10. O consenso diz: "Apesar de sua paisagem tropical exuberante e atraente (...) é tão ridículo como o seu antecessor, não tem prurido e risos involuntários que possam torná-lo um prazer culpado".